# Greg Abbott
Gregory Wayne "Greg" Abbott (Wichita Falls, 13 de novembro de 1957) mais conhecido como Greg Abbott é um político norte-americano com base eleitoral no Texas, atualmente é o 48º governador de seu estado, Abbott é membro do Partido Republicano.